# Aart Gisolf

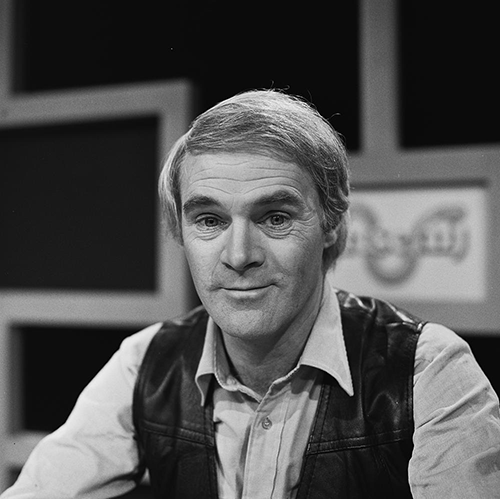
Aart Gisolf, 1979

Aart Cornelius Gisolf (geboren am 10. September 1937) ist ein niederländischer Mediziner, Fernsehmoderator und Jazzmusiker. In Deutschland bekannt wurde er als Teledoktor des mittäglichen ARD-Buffets.

## Werdegang
Gisolf studierte Medizin in den Niederlanden und ließ sich anschließend für einige Jahre als praktizierender Arzt in Amsterdam nieder; auch sein Großvater hatte diesen Beruf ausgeübt. Erste Erfahrungen mit Medien machte er während seines Studiums als Tontechniker beim niederländischen Fernsehen sowie in den 1960er Jahren als Kolumnist in der Haagse Post. Später kam er erneut in Kontakt mit dem Fernsehen, moderierte Wissenschaftssendungen wie Dokter Ja, Dokter Nee oder Artsenij, ausgestrahlt bei NOS. Seine Arztpraxis gab Gisolf daraufhin auf. Nachdem aufgrund der Konkurrenzsituation mit ähnlichen Formaten der AVRO entschieden worden war, die NOS-Sendungen einzustellen, zog sich Gisolf vom niederländischen Fernsehmarkt zurück. Für sein Engagement bei der Gewerkschaft der niederländischen Film- und Fernsehschaffenden (Nederlandse Beroepsvereniging van Film- en Televisiemakers) wurde Gisolf mit der Ehrenmitgliedschaft ausgezeichnet.
1968 übernahm Gisolf die Leitung des audiovisuellen Zentrums der medizinischen Fakultät der Erasmus-Universität in Rotterdam. Dort produzierte er Lehrfilme für Medizinstudenten. Später war er als Berater tätig bei der Universität Hannover und für Hochschulen in der DDR sowie beim Institut für Film, Bild und Ton in Ost-Berlin. Zeitweise arbeitete Gisolf redaktionell für die BBC, verließ den britischen Sender aber wieder, da er aufgrund seines niederländischen Akzents keine Sendungen moderieren durfte.
Schließlich nahm Gisolf ein Angebot des Südwestfunks (SWF) an, für dessen in Mannheim angesiedelte Wissenschaftsredaktion tätig zu werden. Er war in der Folge als Experte in nationalen Nachrichtensendungen zu sehen oder zu hören und moderierte Dokumentarfilme. Ab 1997 gab er im Fernsehen als Teledoktor des mittäglichen ARD-Buffets, produziert vom aus dem SWF entstandenen Südwestrundfunk, in kurzen Beiträgen Tipps und Erläuterungen zu verschiedenen medizinischen Themen. Wenige Tage nach seinem 70. Geburtstag, am 14. September 2007, trat er letztmals in dieser Funktion auf; das Konzept des Teledoktors wurde nicht weitergeführt.

## Musiker

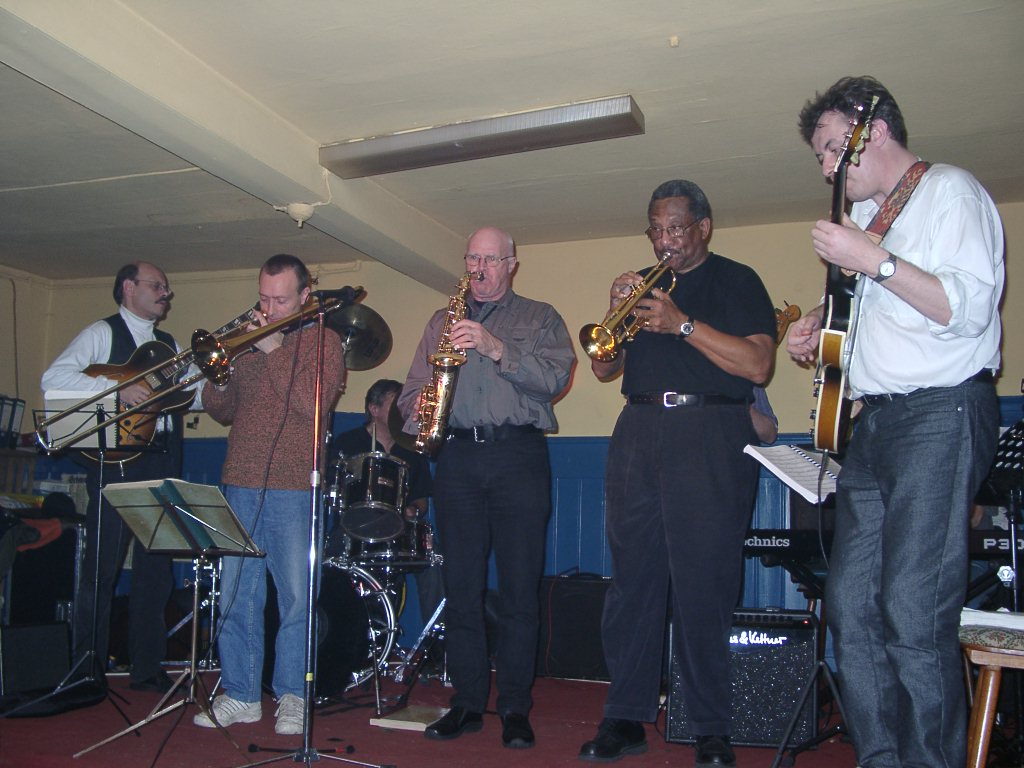
Aart Gisolf (Mitte) mit Band im Zähringer Hof in Schwetzingen, 2002

Gisolf hatte schon als Kind Saxophon, Klarinette, Flöte und Kontrabass zu spielen gelernt. Sein Medizinstudium finanzierte er sich auch mit Auftritten in Bands. Er war Mitglied im Studentenorchester, Bassist in einer Dixieland-Band und Saxophonist beim Amsterdamer Rundfunkorchester. 1960 bat ihn der noch am Anfang seiner Karriere stehende Regisseur Paul Verhoeven, für seinen Kurzfilm Eén hagedis teveel die Filmmusik zu produzieren, allerdings müsse dies binnen drei Tagen erledigt sein. Gisolf entschloss sich dazu, die verschiedenen Musikinstrumente nacheinander selbst aufzunehmen. Es war das erste Mal, dass in den Niederlanden beim Soundtrack eines Filmes das Overdub-Verfahren zur Anwendung kam.
Fast wäre Gisolf Berufsmusiker geworden, entschied sich aber doch für eine Karriere als Mediziner. In einem 2007 geführten Interview begründete er dies mit den Worten: „Als ein mittelmäßiger Arzt bist du immer noch besser dran als ein mittelmäßiger Musiker.“ 1981 begleitete er Cab Kaye auf dem North Sea Jazz Festival.
Nachdem er lange Jahre in Mannheim gelebt hatte, zog Gisolf 2000 nach Schwetzingen. Dort trat er als Saxophonist mit seiner Band in verschiedenen Musikkneipen auf. 2003 war Gisolf Gründungsmitglied der „Jazziniative Schwetzingen“. Er organisiert regelmäßig Jam-Sessions oder Musik-Workshops für Jugendliche und ist so festes Mitglied der Musikerszene der Stadt geworden.

## Privates
Gisolf hat vier Brüder. Eine erste Ehe führte er mit der Schauspielerin Sylvia de Leur. Seit 1997 ist Gisolf mit seiner deutschen Frau Clarissa verheiratet.